# 24147 Стефанмюллер
24147 Стефанмюллер (24147 Stefanmuller) — астероїд головного поясу, відкритий 14 листопада 1999 року.
Тіссеранів параметр щодо Юпітера — 3,525.